# Abdelmajid Lamriss
Abdelmajid Lamriss (12 de fevereiro de 1959) é um ex-futebolista profissional marroquino, que atuava como defensor.

## Carreira
Abdelmajid Lamriss fez parte do elenco da segunda partição da Seleção Marroquina de Futebol na Copa do Mundo de 1986. 